# Abanilla
Abanilla (valencien : Favanella) est une commune de la région de Murcie en Espagne. Elle est située dans la comarque de L'Oriental, à proximité de la sierra d'El Carche.
Le nom de la commune viendrait de l'arabe البيضاء, al-Bayada, qui signifie "la [ville] blanche".

## Géographie

Localisation d'Abanilla
dans la Région de Murcie.
dans la comarque de L'Oriental.

## Hameaux
- El Collado de los Gabrieles

## Économie
La ville est réputée pour produire du vins et des fruits

## Jumelages
- Pacte d'amitié avec Villeurbanne signé en 1980 par les maires Alvaro Gaona et Charles Hernu.
- Sollicitations de jumelage avec Servian (France) et Diémoz (France) non abouties.